# Kasuba L. Szilárd
Kasuba L. Szilárd (Miskolc, 1975. február 2. –) énekes, műsorvezető.

## Élete
Általános iskolai végzettségét a Miskolci Herman Ottó Általános Iskolában szerezte. 1995-1999 között a miskolci First-cry nevű zenekar énekese volt. 1996-1997-ben a Fővárosi Operettszínházban tanult hangképzést és zeneelméletet. 1997-ben végzett a Gödöllői Agrártudományi Egyetem főiskolai tanszékén gazdasági mérnökként. 1997-től kezdve 2 éven át tanult a Színház-és Filmművészeti Egyetemen hangképzést és színpadi mozgást. 1997-1998-ban szerepet kapott a Nemzeti Színház My Fair Lady című darabjában. 2001-2003 között a TV2 műsorvezetője volt. 2004-től az RTL Klub műsorvezetője.
2007. december 6. óta hallható Debrecenben és környékén a Rádió Fun, ahol Kasuba L. Szilárd a kezdetek óta az 5 órás kívánságműsor (Retour) műsorvezetője, csütörtökön és pénteken, 15 órától 20 óráig.
2016 márciusától a Music FM Délutáni Road Show című műsor vezetője.